# Józef Czuma

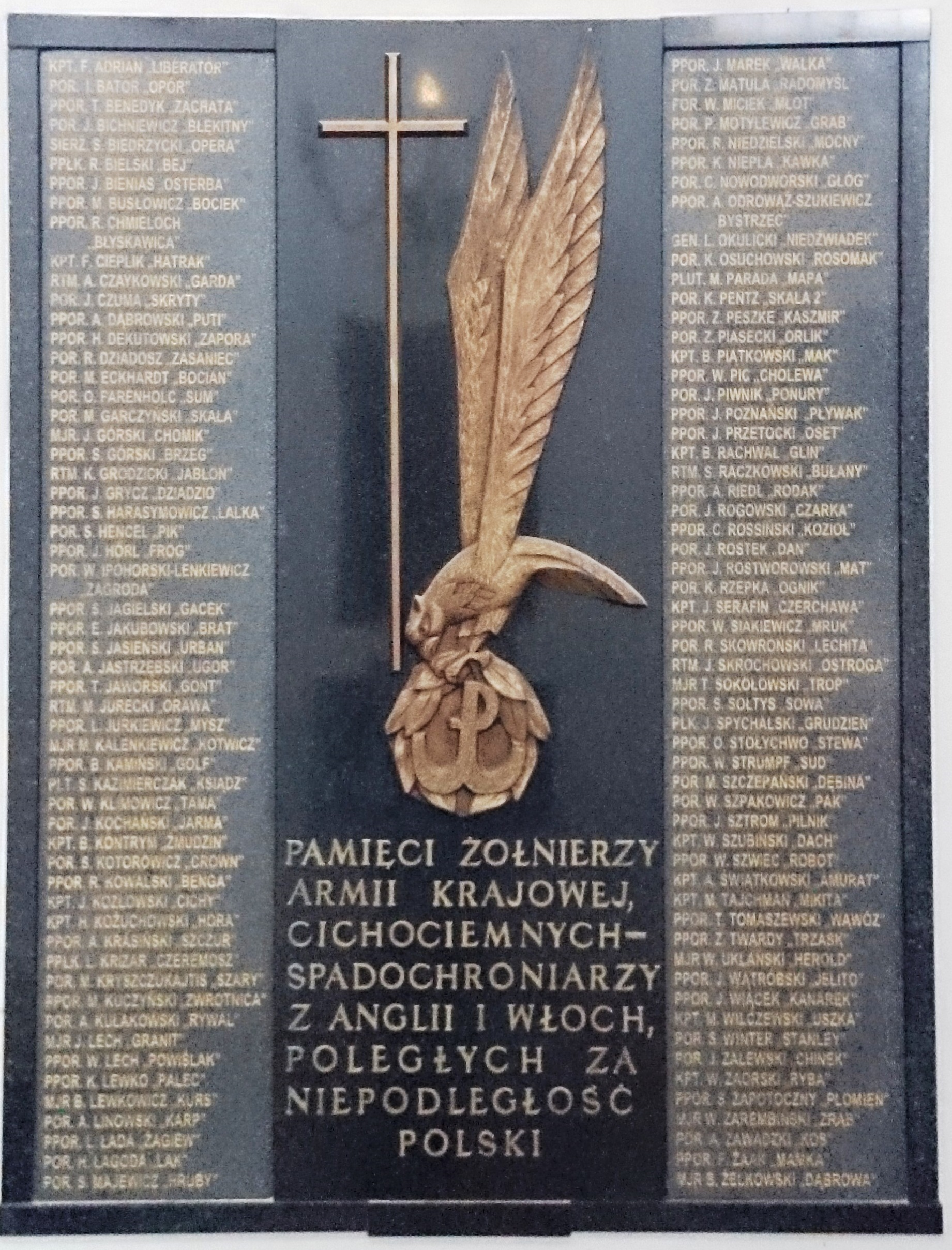
Tablica w kościele św. Jacka w Warszawie, upamiętniająca poległych cichociemnych, w tym Józefa Czumy.

Józef Czuma vel Józef Gaweł vel Zygmunt Krokowski ps. „Skryty”, „Krótki” (ur. 6 lutego 1915 w Niepołomicach, zm. prawdopodobnie 19 lipca 1944 w Warszawie) – porucznik Wojska Polskiego, cichociemny, oficer Kedywu, zamordowany przez hitlerowców.

## Życiorys
Józef Czuma był synem Józefa i Marii z domu Terczyńska i krewnym Ignacego Czumy. Ukończył gimnazjum w Bochni, egzamin dojrzałości składając w 1934 roku oraz szkołę podchorążych. 1 października 1938 roku otrzymał promocję oficerską. W kampanii wrześniowej brał udział w obronie Lwowa. Przez krótki czas przebywał w niewoli niemieckiej, uciekł i 4 grudnia przedostał się na Węgry a następnie do Francji i Wielkiej Brytanii.
Po ukończeniu kursu w zakresie dywersji, 29 listopada 1942 roku został zaprzysiężony jako cichociemny, 1 stycznia 1943 roku awansowany do stopnia porucznika. Zrzucony do kraju w nocy z 17 na 18 lutego 1943 roku, odniósł kontuzję podczas lądowania. Po aklimatyzacji i dojściu do zdrowia został przydzielony do Kedywu Okręgu AK Warszawa, dowodził własnym oddziałem. Na jego czele wykonał szereg akcji dywersyjnych i sabotażowych w okolicach Warszawy, Otwocka i Celestynowa. W nocy z 11 na 12 grudnia 1943 oddział pod dowództwem Józefa Czumy ps. „Skryty” dokonał jednej z akcji dywersyjnych. W wyniku ataku na niemiecki pociąg z żołnierzami Wehrmachtu i zaopatrzeniem zginęło 120 Niemców.
Poszukiwany przez Gestapo, został aresztowany 12 lipca 1944 roku w centrum Warszawy. Osadzony w alei Szucha, został zamordowany, najprawdopodobniej zakatowany podczas przesłuchania 19 lipca.

## Odznaczenia
Pośmiertnie został odznaczony Krzyżem Srebrnym Orderu Virtuti Militari nr 13653.

## Upamiętnienie
- Imię Józefa Czumy „Skrytego” nosi gimnazjum w Celestynowie.
- W lewej nawie kościoła św. Jacka przy ul. Freta w Warszawie odsłonięto w 1980 roku tablicę Pamięci żołnierzy Armii Krajowej, cichociemnych – spadochroniarzy z Anglii i Włoch, poległych za niepodległość Polski. Wśród wymienionych 110 poległych cichociemnych jest Józef Czuma.
- 14 października 2015 roku w Niepołomicach, na ścianie szkoły, do której chodził, odsłonięto tablicę poświęconą pamięci Józefa Czumy.